# Euproctis florensis
Euproctis florensis är en fjärilsart som beskrevs av Collenette 1932. Euproctis florensis ingår i släktet Euproctis och familjen tofsspinnare. Inga underarter finns listade i Catalogue of Life.